# Zigzag
Zigzag (korábban Zig Zag) az Amerikai Egyesült Államok Oregon államának Clackamas megyéjében, a U.S. Route 26 mentén elhelyezkedő önkormányzat nélküli település, Mount Hood Village része.

## Története
Joel Palmer 1845. október 11-én érkezett a Zigzag-kanyonhoz. Naplója szerint cikkcakkban ereszkedett. A település névadója a Zigzag folyó; mivel a környék többi vize is hasonló nyomon halad, az érkezők azért így nevezték el, mert ez volt az első, amit kereszteztek.
A posta 1917 és 1974 között működött.
Az erdészeti őrház, az evangélikus templom és a fogadó szerepelnek a történelmi helyek jegyzékében.

## Fordítás
- Ez a szócikk részben vagy egészben  a   Zigzag, Oregon című angol Wikipédia-szócikk ezen változatának fordításán alapul.  Az eredeti cikk szerkesztőit annak laptörténete sorolja fel. Ez a jelzés csupán a megfogalmazás eredetét és a szerzői jogokat jelzi, nem szolgál a cikkben szereplő információk forrásmegjelöléseként.